# Полила улицу
«Полила улицу», или «Полил я улицу водой» (азерб. Küçələrə su səpmişəm, Күчәләрә су сәпмишәм) — азербайджанская любовно-лирическая народная песня.

## История исполнения песни
Песня в своё время была исполнена Рашидом Бейбутовым. Позднее её исполняли и другие певцы и певицы, как в эстрадном жанре, так и в жанре мугама. Так, в 1994 году на праздновании в Турции 500-летнего юбилея Физули азербайджанская певица Сакина Исмайлова исполнила эту народную песню.
В 2004 году режиссёром Ниджатом Фейзуллаевым был снят одноимённый фильм, в котором песня звучит в начале и в конце.
В 2011 году представители Азербайджана на Евровидении дуэт Эльдара Гасымова и Нигяр Джамал исполнили песню на пресс-конференции в Дюссельдорфе.
В октябре 2011 года песня была исполнена в Анкаре иранским певцом азербайджанского происхождения Сами Юсуфом на фарси.

## Текст
Впервые песня была записана и обработана для голоса в сопровождении фортепиано Узеиром Гаджибековым. Была издана под названием «Я полила улицы» в 1927 году в сборнике «Азербайджанские тюркские народные песни».
Азербайджанский текст песни был опубликован в 1982 году в Баку в первом томе («Фольклор») «Библиотеки азербайджанской классической литературы», изданном под редакцией Гамида Араслы. Составителями тома были Тахмасиб Фарзалиев и Исрафил Аббасов. Народные песни, тексты которых были опубликованы в этом издании, были собраны из книг «Народные песни», составителем которой был А. Багиров (Баку, 1961) и «Народные песни и танцевальные мелодии» Ахмеда Исазаде и Наримана Мамедова (Баку, 1975).
| Текст (азерб.) | Перевод Т. Стрешневой |
| --- | --- |
| Küçələrə su səpmişəm, Yar gələndə toz olmasın Elə gəlsin, elə getsin, Aramızda söz olmasın. Samovara od salmışam. İstəkənə qət salmışam. Yarım gedib tək qalmışam. Nə əzizdir yarın canı, Nə şirindir yarın canı. Piyalələr irəfdədir Hər biri bir tərəfdədir Görməmişəm bir həftədir Nə gözəldir yarın canı, Nə şirindir yarın canı. | Надо улицу полить, Чтобы пыль плотней прибить. Друг придёт, потом уйдёт, Чтобы толков не будить. Самовар шумит-кипит. По стаканам чай разлит. Мой возлюбленный ушёл. И душа моя болит. Слаще всех любимый мой, Ненаглядный, золотой. Я стаканы убрала, Перетёрла, как смогла Дорогого своего Я неделю прождала. Слаще всех любимый мой, Ненаглядный, золотой. |